# Јабуковац (Неготин)
Јабуковац је насеље у Србији, у општини Неготин, у Борском округу. Према попису из 2022. у насељу је било 940 становника (према попису из 2011. било је 1413 становника, према попису из 2002. било је 1884 становника, према попису из 1991. било је 2988 становника). До 1965. ово насеље је било седиште Општине Јабуковац коју су чинила насељена места: Дупљане, Јабуковац, Малајница, Плавна, Шаркамен, Штубик, Уровица и Вратна. После укидања општине подручје бивше општине је у целини ушло у састав општине Неготин.

## Географија
Јабуковац се налази северозападно од неготинске низије. Налази се на надморској висини од 220 m између атара Дупљана и Мале Каменице на истоку, Уровице на североистоку, Вратне на северу и села Штубика и Малајнице на југу.
Ово место је после Неготина највеће насеље у Крајини и Кључу. Простире се са обе стране средњег тока реке Замне и њених притока Скочке и Турије. Површ на којој је село изделиле су реке, потоци и многе заравни, а на западу су брда и косе, огранци планине Великог Гребена, који овај крај Крајине одваја од Пореча.

## Легенде о настанку села
Село Јабуковац, према легенди, настало је око „сто година после косовске битке“. Ова легенда има и научне потпоре, јер се Јабуковац први пут помиње у потпису из 1530. године, када има 10 кућа. Село тада припада Фетислам|фетисламској нахији. Фетислам, град у непосредној близини Кладова, је на месту античког Занеса и  средњевековног Новог града основао Сулејман Величанствени 1542. године, а значи у преводу „заштитник ислама“.
Према казивањима, село је основао „неки Марко“, пребег из Призрена, са синовима Банком и Богојем, населивши се поред неке јабуке. Према томе су Банковићи и Богојевићи најстарије породице у селу.
Био је 1870. године јабуковачки учитељ Јован Тодоровић претплатник једне Вукове књиге.
Указом Краља од 10. априла 1921. године насеље је добило статус варошице.
У Јабуковцу се 27. јула 2007. године, догодило друго по броју жртава масовно убиство у модерној историји Србије када је Никола Радосављевић (39) хицима из ловачке пушке убио девет мештана села, а двоје ранио.

## Географски положај
Јабуковац је ратарско-сточарско сеоско насеље збијеног типа удаљено 28 km северозападно од Неготина. Смештено је на просечно 176 метара надморске висине, на долинским странама Скочке реке, леве притоке реке Замне.
Северна географска ширина насеља је 44° 20’56”, источна географска дужина 22° 22’ 50”, а површина атара 9.729 хектара.
До овог насеља се може стићи асфалтним путем од Неготина преко Јасенице и Штубика или путем Неготин-Кладово преко насеља Дупљане.

## Историја
О постанку насеља постоје два тумачења - по првом га је крајем 15. века „поред неке дивље јабуке“ заселила једна породица из околине Призрена, а по другом да су га насели „још у турско време“ становници турског утврђења Дуд које се налазило на обали Дунава.
Први пут се Јабуковац помиње у турским пописима 16. века (1530 - 10 кућа, 1586 - 17 кућа), затим на аустријским картама, конкретно Лангеровој, почетком 18. века под именом Jabukowiz (1736 - 34 куће), а у његовој близини и Turia. На карти Темишварски Банат уписано је само село Jabucowaz. Године 1784. забележено је село Jabukovacz, 1807. године помиње се „кнез Јабуковачки“ а 1811. године записано је село Јабуковац. Село је 1846. године имало 390, 1866. године 578, а 1924. године 873 куће.

## Порекло становништва
По причама мештана које је забележио Коста Јовановић село је најпре засновано код извора Бобота, па премештено код Незнаног гробља, а после досељавања и прираштаја заузело је садашњи простор. Прираштају Јабуковца допринеле су породице које су се одавно преместиле из растуреног села Турије, а још више оне што су дошле са места Дуда и образовале читав један крај Јабуковца. Коста Јовановић бележи да се за многе садашње родове није могло утврдити тачно порекло, јер су у Јабуковцу 1736. године постојале само 34 куће, док су многа садашња мања насеља имала два пута, па и више кућа. Несумњиво је да је у међувремену дошло до јачег насељавања у Јабуковцу, највероватније из Румуније и из порумуњених крајева, те да су се можда неки родови повратили из истих и других крајева.
Данашње насеље је подељено на четири краја (Боронга, Доњи, Осоје и Дудаско брдо) и више група родовских кућа.
Након Првог светског рата у њему су живеле следеће породице: Богојешти, Банкулешти и Лулалешти (слава Свети Јован), Боранге, Станешти, Вујешти, Белегешти и Никешти (слава Свети Арханђео), Ђоћешти (слава Свети Никола), Ђогешти (слава Свети Арханђео), Бранкулешти (слава Свети Никола), Андријешти (слава Свети Арханђео), Мамаљигешти и Горешти (слава Петковица), Стојкочешти (славе Свети Арханђео и Петковица), Гипсари (слава Свети Арханђео), Радомирешти и Бобарешти (слава Петковица), Павлићи и Пуљеци (слава Свети Арханђео), Бусјоци (слава Петковица), Маманешти (слава Свети Арханђео), Клисурешти и Коренцешти (слава Петковица), Ђеновешти (слава Свети Никола), Урдешти (слава Петковица), Крторешти (слава Свети Никола), Барбуцешти (слава Свети Арханђео), Бубуљешти (слава Свети Арханђео), Оларешти (слава Петковица), Његоицешти (слава Свети Арханђео), Кикиџешти (слава Петковица), Поркарешти (слава Свети Арханђео), Казимировићи (слава Свети Јован), Добривојешти, Велкуљешти, Трикешти, Кећешти и Филчешти (слава Ђурђевдан), Мерћешти, Живешти и Блендешти (слава Ђурђевдан), Ркуљешти (слава Свети Алимпије), Гуренешти (слава Свети Стеван), Огњановићи (слава Свети Лука), Пулекићи (слава Петковдан), Савковићи, Живковићи и Матићи (слава Свети Врачи), Србуловићи (слава Петковдан), Крајтаровићи (слава Петковица), Тујкешти, Јаножешти, Кириђешти, Голумбешти и Викешти (слава Мала Госпојина), Танасешти (слава Свети Никола), Бабајељи (слава Петровдан), Петрикешти (слава Свети Арханђео), Трокешти (слава Свети Арханђео), Пупушон (слава Свети Арханђео), Јовановићи (слава Свети Алимпије), Петровићи (слава Свети Никола), Милојковићи (слава Петковица), Ристићи (слава Свети Алимпије) и Гроздићи (слава Мала Госпојина).
У односу на попис које је почетком века забележио Коста Јовановић до 1968. догодиле су се знатне промене у називима породица и броју њихових кућа.
Антропогеографским и етнолошким изучавањима сврстано је у влашка насеља.

## Културни и привредни развој села
Заветина Јабуковца је Спасовдан, док је црква у насељу посвећена Вазнесењу Господњем подигнута 1869. године. Током свог развоја насеље је имало три цркве - стару „од слабог материјала“ коју су запалили Турци, другу за време владе династије Обреновић, и трећу подигнуту 1914. године.
Становништво Јабуковца је православно, приликом пописа национално се изјашњава као српско и углавном се бави ратарством и сточарством.
Године 1921. Јабуковац је имало 443 кућа и 7.948 становника, 1948. године 1118 кућа и 4.550 становника, а 2002. године 1.312 кућа и 1.865 становника. По попису из 1981. године на привременом раду у иностранству из овог насеља налазио се 461 становник.
Од 1890. до 1947. године био је седиште среза, а до 1965. године седиште општине Јабуковачке.
Осморазредна основна школа у насељу постоји од 1846. године. Школске 2006−2007. године имала је 153 ученика.
Земљорадничка задруга у Јабуковцу основана је 1899. године, електрификација насеља урађена 1959. године, Дом културе изграђен 1950. године, а водовод изграђен 1978. године. Асфалтни пут и телефонске везе са светом Јабуковац добија 1979. године.
У Јабуковцу постоји и Добровољно ватрогасно друштво, Фудбалски клуб „Полет“ (основан 1963. године) и Културно-уметничко друштво „Флоричика“ (основано 1970. године).

## Демографија
Према последњем попису из 2022. године у Јабуковцу је живело 940 становника што је за 473 мање у односу на 2011. када је на попису било 1413 становника. У насељу живи 844 пунолетних становника, а просечна старост становништва износи 53,89 година (52,93 код мушкараца и 54,85 код жена).
Према подацима пописа из 2022. у насељу има 418 домаћинства, а просечан број чланова по домаћинству је 2,25 а према истом попису у насељу има 1218 стамбених јединица од којих је 592 насељених.
Ово насеље је углавном насељено Србима (према попису из 2002. године), а у последња три пописа, примећен је пад у броју становника.
Становници Власи се деле на Унгурјане (дошли из Ердеља и околине) и Царане (дошли из Румуније као земљорадници).
|  |

| Демографија | Демографија | Демографија |
| Година      | Становника  | Становника  |
| ----------- | ----------- | ----------- |
| 1948.       | 4.550       |             |
| 1953.       | 4.592       |             |
| 1961.       | 4.491       |             |
| 1971.       | 3.886       |             |
| 1981.       | 3.485       |             |
| 1991.       | 2.988       | 2.414       |
| 2002.       | 1.884       | 2.756       |
| 2011.       | 1.413       |             |
| 2022.       | 940         |             |

| Етнички састав према попису из 2002.‍ | Етнички састав према попису из 2002.‍ | Етнички састав према попису из 2002.‍ | Етнички састав према попису из 2002.‍ | Етнички састав према попису из 2002.‍ |
| ------------------------------------ | ------------------------------------ | ------------------------------------ | ------------------------------------ | ------------------------------------ |
|                                      |                                      |                                      |                                      |                                      |
| Срби                                 | Срби                                 |                                      | 1.504                                | 79,83%                               |
| Власи                                | Власи                                |                                      | 268                                  | 14,22%                               |
| Румуни                               | Румуни                               |                                      | 32                                   | 1,69%                                |
| Југословени                          | Југословени                          |                                      | 4                                    | 0,21%                                |
| Хрвати                               | Хрвати                               |                                      | 1                                    | 0,05%                                |
| непознато                            | непознато                            |                                      | 58                                   | 3,07%                                |

| \| \| м \| \| \| ж \| \| ? \| 40 \| \| \| 53 \| \| 80+ \| 23 \| \| \| 35 \| \| 75—79 \| 60 \| \| \| 69 \| \| 70—74 \| 86 \| \| \| 111 \| \| 65—69 \| 95 \| \| \| 110 \| \| 60—64 \| 82 \| \| \| 95 \| \| 55—59 \| 35 \| \| \| 66 \| \| 50—54 \| 54 \| \| \| 32 \| \| 45—49 \| 57 \| \| \| 32 \| \| 40—44 \| 47 \| \| \| 36 \| \| 35—39 \| 33 \| \| \| 41 \| \| 30—34 \| 42 \| \| \| 48 \| \| 25—29 \| 49 \| \| \| 46 \| \| 20—24 \| 52 \| \| \| 46 \| \| 15—19 \| 35 \| \| \| 42 \| \| 10—14 \| 34 \| \| \| 33 \| \| 5—9 \| 42 \| \| \| 38 \| \| 0—4 \| 46 \| \| \| 39 \| \| Просек : \| 46,5 \| \| \| 49,2 \| |      |  |  |      |
| |      |  |  |      |
| | м    |  |  | ж    |
| ? | 40   |  |  | 53   |
| 80+ | 23   |  |  | 35   |
| 75—79 | 60   |  |  | 69   |
| 70—74 | 86   |  |  | 111  |
| 65—69 | 95   |  |  | 110  |
| 60—64 | 82   |  |  | 95   |
| 55—59 | 35   |  |  | 66   |
| 50—54 | 54   |  |  | 32   |
| 45—49 | 57   |  |  | 32   |
| 40—44 | 47   |  |  | 36   |
| 35—39 | 33   |  |  | 41   |
| 30—34 | 42   |  |  | 48   |
| 25—29 | 49   |  |  | 46   |
| 20—24 | 52   |  |  | 46   |
| 15—19 | 35   |  |  | 42   |
| 10—14 | 34   |  |  | 33   |
| 5—9 | 42   |  |  | 38   |
| 0—4 | 46   |  |  | 39   |
| Просек : | 46,5 |  |  | 49,2 |

| Година пописа     | 1948. | 1953. | 1961. | 1971. | 1981. | 1991. | 2002. |
| ----------------- | ----- | ----- | ----- | ----- | ----- | ----- | ----- |
| Број домаћинстава | 1.118 | 1.132 | 1.184 | 1.063 | 978   | 857   | 712   |

| Број чланова      | 1   | 2   | 3  | 4  | 5  | 6  | 7  | 8 | 9 | 10 и више | Просек |
| ----------------- | --- | --- | -- | -- | -- | -- | -- | - | - | --------- | ------ |
| Број домаћинстава | 216 | 211 | 96 | 72 | 63 | 36 | 11 | 6 | 0 | 1         | 2,64   |

| Пол    | Укупно | Неожењен/Неудата | Ожењен/Удата | Удовац/Удовица | Разведен/Разведена | Непознато |
| ------ | ------ | ---------------- | ------------ | -------------- | ------------------ | --------- |
| Мушки  | 790    | 130              | 533          | 65             | 60                 | 2         |
| Женски | 862    | 63               | 539          | 216            | 44                 | 0         |
| УКУПНО | 1.652  | 193              | 1.072        | 281            | 104                | 2         |

| Пол    | Укупно                    | Пољопривреда, лов и шумарство | Рибарство                            | Вађење руде и камена | Прерађивачка индустрија       |
| ------ | ------------------------- | ----------------------------- | ------------------------------------ | -------------------- | ----------------------------- |
| Мушки  | 426                       | 335                           | 0                                    | 0                    | 7                             |
| Женски | 268                       | 226                           | 0                                    | 0                    | 0                             |
| Укупно | 694                       | 561                           | 0                                    | 0                    | 7                             |
|        |                           |                               |                                      |                      |                               |
| Пол    | Производња и снабдевање   | Грађевинарство                | Трговина                             | Хотели и ресторани   | Саобраћај, складиштење и везе |
| Мушки  | 3                         | 8                             | 17                                   | 5                    | 9                             |
| Женски | 0                         | 0                             | 9                                    | 1                    | 1                             |
| Укупно | 3                         | 8                             | 26                                   | 6                    | 10                            |
|        |                           |                               |                                      |                      |                               |
| Пол    | Финансијско посредовање   | Некретнине                    | Државна управа и одбрана             | Образовање           | Здравствени и социјални рад   |
| Мушки  | 0                         | 0                             | 6                                    | 11                   | 4                             |
| Женски | 0                         | 2                             | 2                                    | 12                   | 6                             |
| Укупно | 0                         | 2                             | 8                                    | 23                   | 10                            |
|        |                           |                               |                                      |                      |                               |
| Пол    | Остале услужне активности | Приватна домаћинства          | Екстериторијалне организације и тела | Непознато            | Непознато                     |
| Мушки  | 3                         | 0                             | 0                                    | 18                   | 18                            |
| Женски | 1                         | 0                             | 0                                    | 8                    | 8                             |
| Укупно | 4                         | 0                             | 0                                    | 26                   | 26                            |